# 道路照明灯
道路照明灯（どうろしょうめいとう）とは、主に道路を照らす為に立てられている電灯のことである。

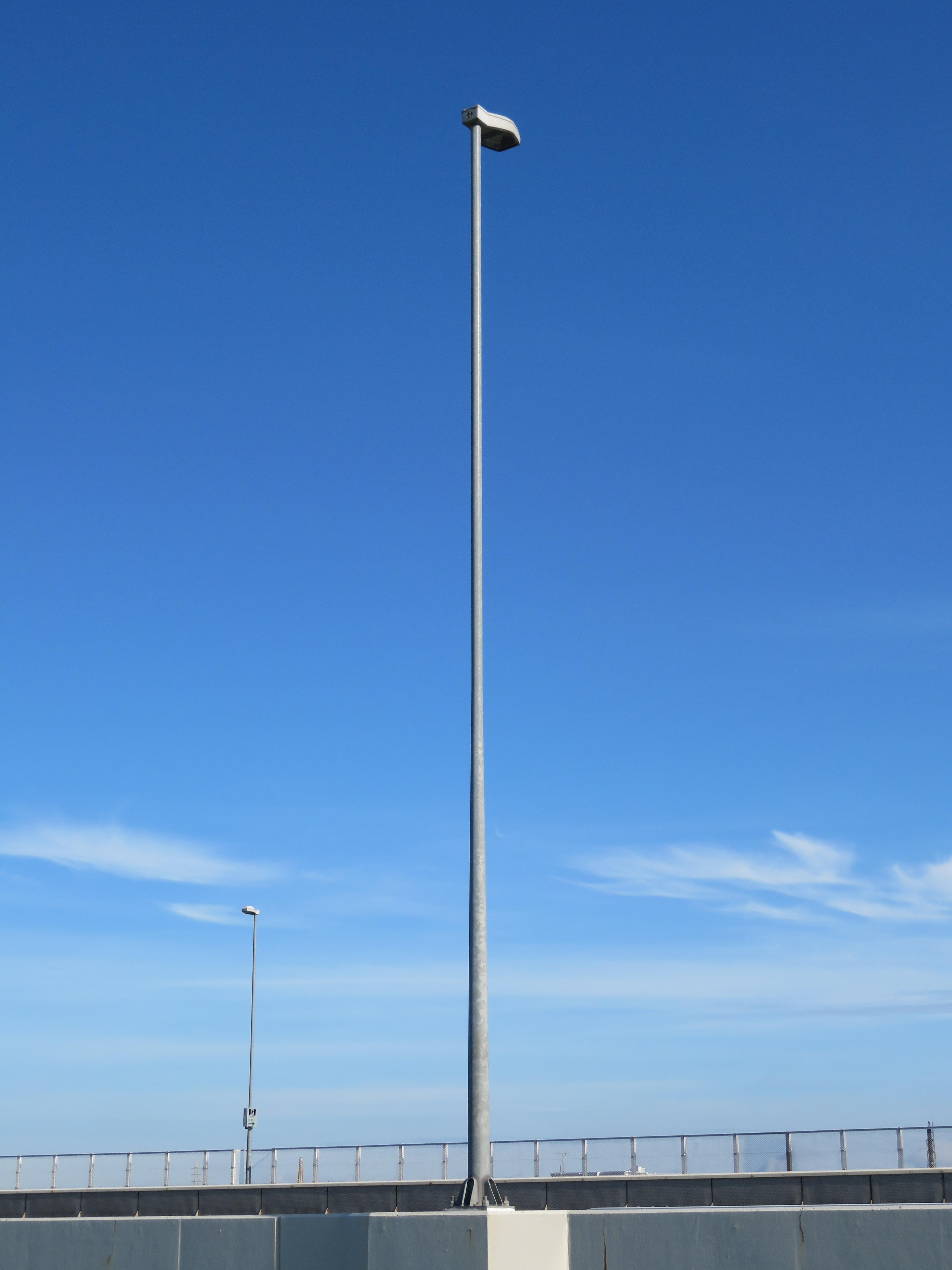
単独柱式（首都高速道路）
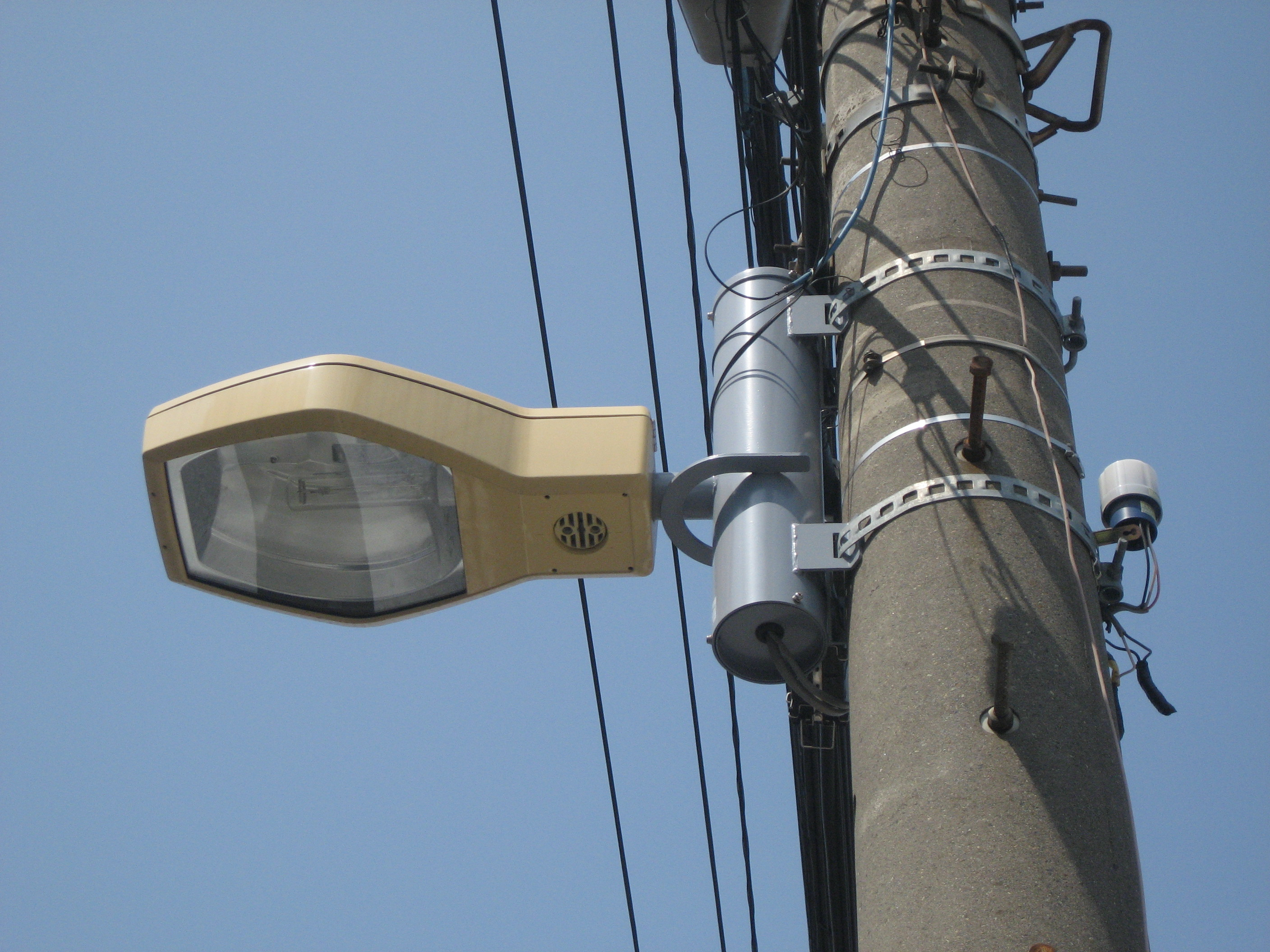
電柱共架式（埼玉県内県道）

## 概要
一般に道路照明灯は「夜間において，あるいはトンネル等の明るさが急変する場所において，道路状況，交通状況を的確に把握するための良好な視環境を確保し，道路交通の安全，円滑を図ること」を目的に設置される。
そのため、以下の要件を満たしていることが望まれる。
法令上は道路構造令第33条および第34条2項で道路管理者による設置が義務付けられている。

## 道路照明の種類
道路照明灯は配置方法によって連続照明、局部照明、トンネル照明の3種類に大別される。

### 連続照明
一般国道等や高速自動車国道等の単路部では一定の間隔で灯具を配置し、その区間を連続的に照明することをいう。

### 局部照明
交差点、橋梁、歩道等、インターチェンジ、休憩施設などを局部的に照明することをいう。

### トンネル照明
一般的な道路照明と同様にドライバーに対して視覚情報を提供する目的で設置される。ただし、トンネルは側壁によって閉鎖された空間ゆえに特有の視覚的問題があるため、それに対応した照明が設置される。
トンネル全線にわたって一定の間隔で設置されているトンネル照明を基本照明と呼ぶ。設計速度ごとの視距から運転者が障害物を認識できるように平均路面輝度の値が定められている。排気ガスによる透過率の低下に対応してトンネル内の透過率が100 mあたり50％のときに必要な平均路面輝度が定められており、交通量が少なく透過率が高い場合は平均路面輝度を減ずることができる。
昼間にドライバーがトンネルに進入する際に生じる急激な輝度の変化と目の順応の遅れを緩和するために入口部照明が設けられる。トンネル外部の高い輝度に順応したドライバーの目からはトンネルは黒い穴に見えてトンネル内部を詳細に識別できなくなる（ブラックホール現象）が、入口部照明はそれを防止する。
昼間にトンネル出口付近の野外輝度が高い時に出口手前付近の障害物や先行車を見えやすくするために出口部照明が設けられる。トンネル内部から出口の開口部は非常に明るい白い穴に見えてトンネル外部の障害物や先行車を詳細に認識できなくなる（ホワイトホール現象）が、出口部照明はそれを防止する。
トンネル内部で停電が生じた場合は重大な事故が発生するおそれがあるため、停電直後から発電機や蓄電池から電力を供給して点灯できる停電時用照明が設けられる。

## 照明方式

### ポール照明方式
ポール（照明柱）先端に照明器具を取り付け、道路の線形に沿ってポールを配置する方式である。道路照明灯の中では最も広く用いられている方式。
一般に高くすればするほどグレアが減少し、照明器具による輝度分布の広がりが大きくなる。オーバーハング（照明器具中心と歩道側の車道端までの距離）を大きくすると路面乾燥時の平均輝度が大きくなる一方で、雨天で路面がぬれていると路面の両側端部の輝度が著しく小さくなる。照明の取付角度は5°以内とするのが望ましい。この取付角度を大きくするとある程度までは平均輝度や輝度均斉度は増加するが、あまり大きくしすぎるとドライバーに強い光が入りグレアが発生する原因となる。

### 構造物取付け照明方式
電柱や橋梁の構造物、立体交差の擁壁などに照明器具を取り付ける方式。

### 低位置照明方式
路面から約1 mの高さに照明器具を設置する照明方式。道路周辺への光漏れがほとんど生じず、ポールがないため景観が良くなり、高い誘導性が得られるメリットがある。しかし、建設費と維持費が比較的高く、ドライバーの目の高さに近い位置に照明があるため勾配部や曲線部には設置位置に注意してドライバーにグレアを与えないようにしなければならない。

### 高欄照明方式
橋梁の高欄に照明器具を取り付ける方式。

### ハイマスト照明方式
高さ20 m以上のマストに照明器具を複数個取り付ける方式。駐車場や駅前広場など比較的広い範囲に用いることが多い。

### カテナリ照明方式
高さ12 - 15 mのポールを一定間隔で配置してからカテナリワイヤで張り、そのワイヤに複数個の照明器具を吊り下げて照明とした方式。風の影響を受けやすく、日本では施工事例が少ない。

## 光源

### 蛍光水銀ランプ
蛍光水銀ランプは1960年代の道路照明灯用の光源として主流。演色性には劣るが、当時としては発光効率が優れていた。

### 低圧ナトリウムランプ
ナトリウムランプのうち、低圧ナトリウムランプは1960年代のトンネル用の光源として主流。煤煙透過率の低いトンネルでは視認性に優れていた。また、当時の光源としては最も発光効率が優れていた。

### 高圧ナトリウムランプ
ナトリウムランプのうち、高圧ナトリウムランプは1970年代から1980年代にかけて道路照明灯やトンネル用の照明として普及。発光効率は低圧ナトリウムランプに比べ劣るものの、総合的な経済性や定格寿命、演色性に優れていた。

### Hf蛍光ランプ
車両性能が向上により排ガス中の煤煙濃度が低下し、トンネル内の視環境が大幅に改善されたことで2000年代以降にHf蛍光ランプが導入されはじめた。高効率な蛍光ランプで、トンネル照明の内、基本照明に用いられた。

### メタルハライドランプ
メタルハライドランプは高圧ナトリウムランプより演色性に優れ、2000年代以降に採用された。また、高効率で長寿命なセラミックメタルハライドランプが開発され、トンネル照明の内、入口部照明に用いられた。

### LED
LED（発光ダイオード）を使用した道路照明灯は2007年頃に開発され、2009年頃に従来から用いられてきたHID同様の配光性能を持ったLED道路照明灯が開発された。
LEDを用いた道路照明灯の特徴は以下の通り挙げられる。
- 省電力 - 消費電力がHIDランプに比べ50 - 70％削減され、二酸化炭素排出量の抑制もできる[12]。
- 長寿命 - LED照明は寿命が長く、光束維持率が初期の80％となる総点灯時間を寿命とすれば約60000時間となる[12]。清掃作業を除き10年以上は光源の交換が不要な計算で、光源を交換するための費用や交通規制回数を削減できる[12]。
- 低誘虫性 - LEDから発する光は虫が好む波長の紫外線をほとんど発さず、虫の飛来や死骸による器具の汚れを防ぐことができる[13]。

また、以下の通り光を調整する機能を持つことができる。
- 段階調光 - 交通量が少ない深夜帯などで減光する[12]。トンネルの入口部照明では野外輝度に応じてはじめ4段階に調光を制御していたが、8段階の調光制御を適用したことにより消費電力を節約することができるようになった[14]。
- 初期照度補正 - 照明新設当初の余分な明るさを節約し、光源の寿命まで一定の明るさを保ち消費電力の削減する[12]。
- スロースタート点灯 - LEDは瞬時に点灯できるが、運転者の目をくらませないように徐々に点灯していく[12]。
- 配光制御 - 多数ある発光部をそれぞれ制御していき、車線・歩道の線形や交差点の形状などに応じて配光を制御する[12]。

道路照明灯内での点灯回路を多系統にすることで、1つの系統で故障しても他の系統が正常に維持するため全消灯になる危険性は低減できる。また、回路内には半導体などの電子部品を有するため、LED道路照明灯は雷保護対応が必要となっている。IEC61000-4-5のクラス4である4 kV（キロボルト）に耐える性能が求められるが、LED道路照明灯では15 kVに耐える製品が開発されている。